# Цирндорф
Цирндорф (њем. Zirndorf) град је у њемачкој савезној држави Баварска. Једно је од 14 општинских средишта округа Фирт. Према процјени из 2010. у граду је живјело 25.546 становника. Посједује регионалну шифру (AGS) 9573134.

## Географски и демографски подаци
Цирндорф се налази у савезној држави Баварска у округу Фирт. Град се налази на надморској висини од 306 метара. Површина општине износи 28,8 km². У самом граду је, према процјени из 2010. године, живјело 25.546 становника. Просјечна густина становништва износи 888 становника/km².

## Међународна сарадња
| Мјесто   | Држава    | Врста сарадње | Од    |
| -------- | --------- | ------------- | ----- |
| Бурганеф | Француска | партнерство   | 1988. |
| Копл     | Аустрија  | партнерство   | 1970. |
| Извор    |           |               |       |